# Elassomatidae
Elassomatidae – rodzina słodkowodnych ryb z rzędu okoniokształtnych (Perciformes).

## Występowanie
Zasiedlają wody wschodnich i południowo-wschodnich rejonów Stanów Zjednoczonych.

## Klasyfikacja
Do rodziny zaliczany jest rodzaj:
- Elassoma